# Viognier

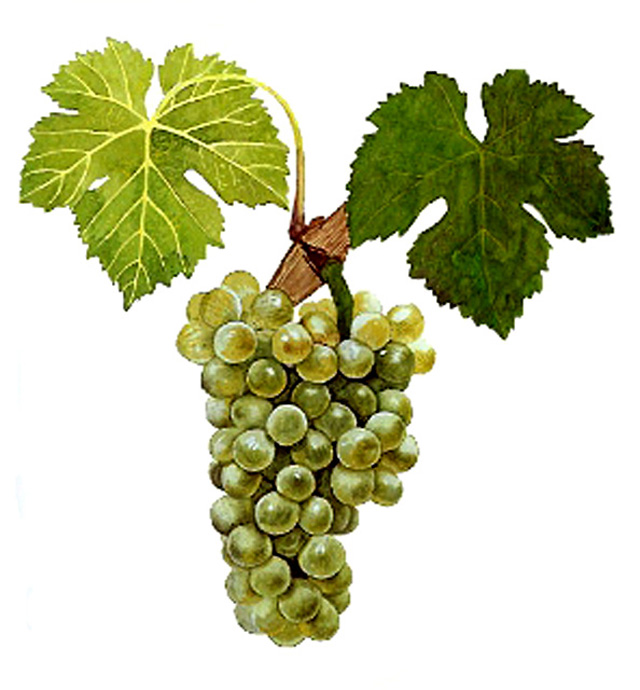
Racimo de viognier en la obra de Viala y Vermorel.

La viognier es una uva blanca del valle del Ródano, Francia. Fuera de Francia, la viognier puede encontrarse en otros países europeos y en distintos países de América. En algunas regiones vinícolas, la viognier es fermentada junto con la uva tinta syrah, aportando color y buqué al vino.

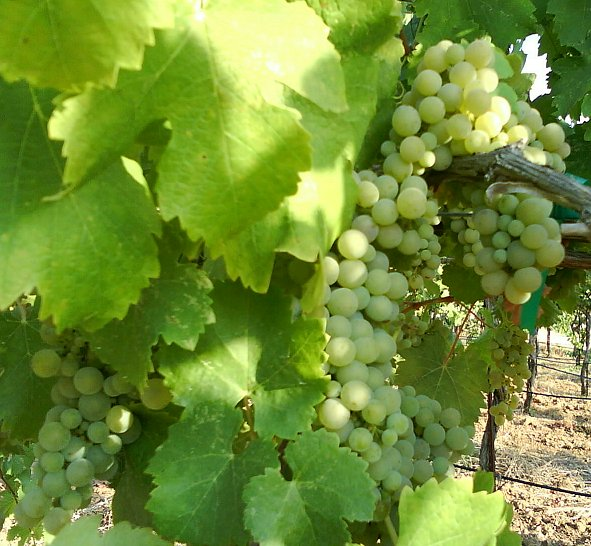
Racimos de viognier en el condado de Amador, California.

Al igual que la chardonnay, la viognier tiene potencial para producir vinos con cuerpo y con carácter suave. A diferencia del chardonnay, el varietal de viognier tiene aromas más naturales, entre los cuales están nota sa melocotón, pera, violetas y minerales. No obstante, estas notas aromáticas pueden desaparecer si se expone demasiado al oxígeno durante la fermentación en barrica, una técnica que requiere de habilidad por parte del productor que trabaje con esta variedad. La calidad potencial del vino de viognier depende también de la viticultura y del clima. La uva requiere una estación de crecimiento larga y cálida, para madurar por completo, pero un clima muy cálido puede hacer que la uva desarrolle altos niveles de azúcares que den lugar a un alto grado alcohólico antes de que estas notas aromáticas se desarrollen. Esta vid da bajos rendimientos de forma natural, lo que hace que sea una uva menos rentable para algunos viñedos.

## Historia
El origen de la viognier es desconocido. Se cree que es una vid antigua. Posiblemente se originó en Dalmacia (en la actual Croacia) y, posteriormente, fue llevada al Ródano por los antiguos romanos. Una leyenda dice que el emperador romano Probo llevó esta vid al Ródano en el 281 d. C. Otra leyenda dice que esta vid fue empacada con la syrah en un barco mercante que fue por el Ródano en dirección a Beaujolais, y que fue capturado por un grupo de forajidos (conocidos como culs de piaux) cerca de la actual Condrieu.
El origen del nombre viognier es oscuro. Probablemente provenga del nombre de la ciudad francesa de Vienne, donde había un puesto avanzado de los romanos. Otra leyenda dice que el nombre proviene de la expresión romana via gehenne, que significa "carretera del valle del Infierno". Probablemente, este nombre fuese en alusión a la dificultad de cultivar esta uva.
Aunque viognier fue muy común, en 1965 la uva estaba casi extinta, ya que solamente había unos 8 acres en el norte del Ródano (de los 30 de toda la región), que producían solamente 1900 litros de vino. La popularidad y el precio de este vino aumentaron, y el número de plantaciones aumentó. En la actualidad el Ródano tiene 740 acres. El declive de la viognier en Francia tuvo mucho que ver con la filoxera del siglo XIX y con el abandono de los viñedos tras la I Guerra Mundial. 
En 2004 el análisis de ADN de la Universidad de California en Davis demostró que la uva era una pariente cercana de la variedad freisa, del Piamonte, y que era prima de la variedad nebbiolo.

## Viticultura
La viognier puede ser una variedad difícil de cultivar porque es propensa al oídio. Da rendimientos bajos e impredecibles y las uvas deben recogerse solamente cuando están completamente maduras. Cuando se cosecha demasiado pronto, no ha desarrollado todos sus aromas y sabores. Cuando es cosechada demasiado tarde, produce un vino con textura aceitosa y poco aroma. Los productores de Condrieu suelen cosechar las uvas con unos niveles de azúcares que les permitan producir vinos con un grado alcohólico de en torno al 13%. Cuando las uvas están completamente maduras tienen un color amarillo oscuro y producen un vino con un perfume fuerte y un alto grado de alcohol. La uva prefiere climas cálidos y estaciones de crecimiento largas, pero puede crecer también en áreas más frías.
En Francia, el mistral tiene un efecto distintivo en el norte del Ródano. Este viento modera el clima mediterráneo de la región, y enfría las vides durante los meses de verano.
El experto en vino Remington Norman ha identificado dos cepas de viognier: una del Viejo Mundo, que es la habitual de Condrieu; y otra cepa del Nuevo Mundo, que se encuentra en la región de Languedoc y en otras áreas. Aunque las dos cepas son de la misma variedad, producen vinos claramente diferentes.
La edad de la vid tiene también un efecto en la calidad del vino producido. Las vides de viognier empiezan a alcanzar su mejor calidad después de 15-20 años. En el Ródano, hay vides de, al menos, 70 años de antigüedad.

## Regiones
En Francia, la viognier es cultivada en el Ródano y en otras regiones. También hay plantaciones en España y Grecia. En el Nuevo Mundo, la vid puede encontrarse en Estados Unidos, Canadá, Brasil, México, Argentina, Uruguay, Chile, Australia y Nueva Zelanda. También ha tenido cierto éxito en Japón.

### Francia

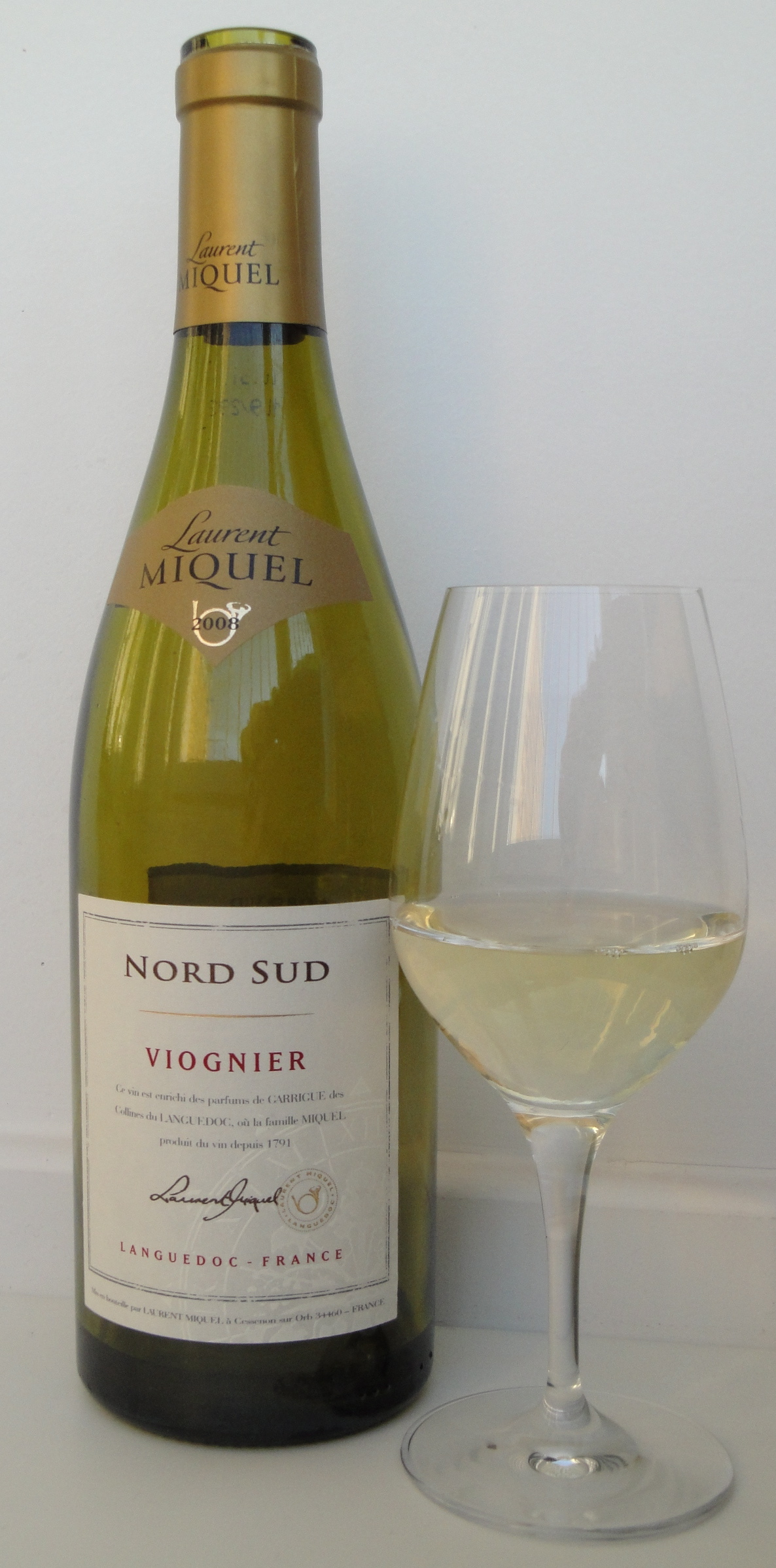
Un vino de viognier de Languedoc.

En Francia la viognier es la única variedad permitida en las denominaciones de Condrieu y Château Grillet, que se encuentran en el lado oeste del río Ródano, a unos 40 km de Lyon. En el resto del Ródano, la uva es mezclada a menudo con roussanne, marsanne, garnacha blanca y rolle. En el norte del Ródano, la uva suele mezclarse con chardonnay. En Côte-Rôtie, los vinos tintos de mezcla pueden tener hasta un 20% de viognier, aunque la mayoría no tienen más del 5% de esta variedad. Como la viognier madura antes que la uva tinta syrah, suele cosecharse aparte y es mezclada con viognier durante la fermentación.
Los viticultures del resto de Francia a menudo plantan viognier en los terruños ricos en granito, que tiene la cualidad de conservar el calor para la vid. El productor de Beaujolais Georges Duboeuf ayudó a expandir la variedad en la región de Ardèche. La mayoría de los viticultores franceses la cultivan en la actualidad en Languedoc y venden estos vinos como vin de pays.

### España
La uva se ha plantado en España en pequeñas cantidades desde la década de 1990. En 1996 se plantaron 0,75 ha en el Priorato (Cataluña). En la década de 2010 hay plantaciones de esta uva en Jumilla (Murcia).

### Norteamérica

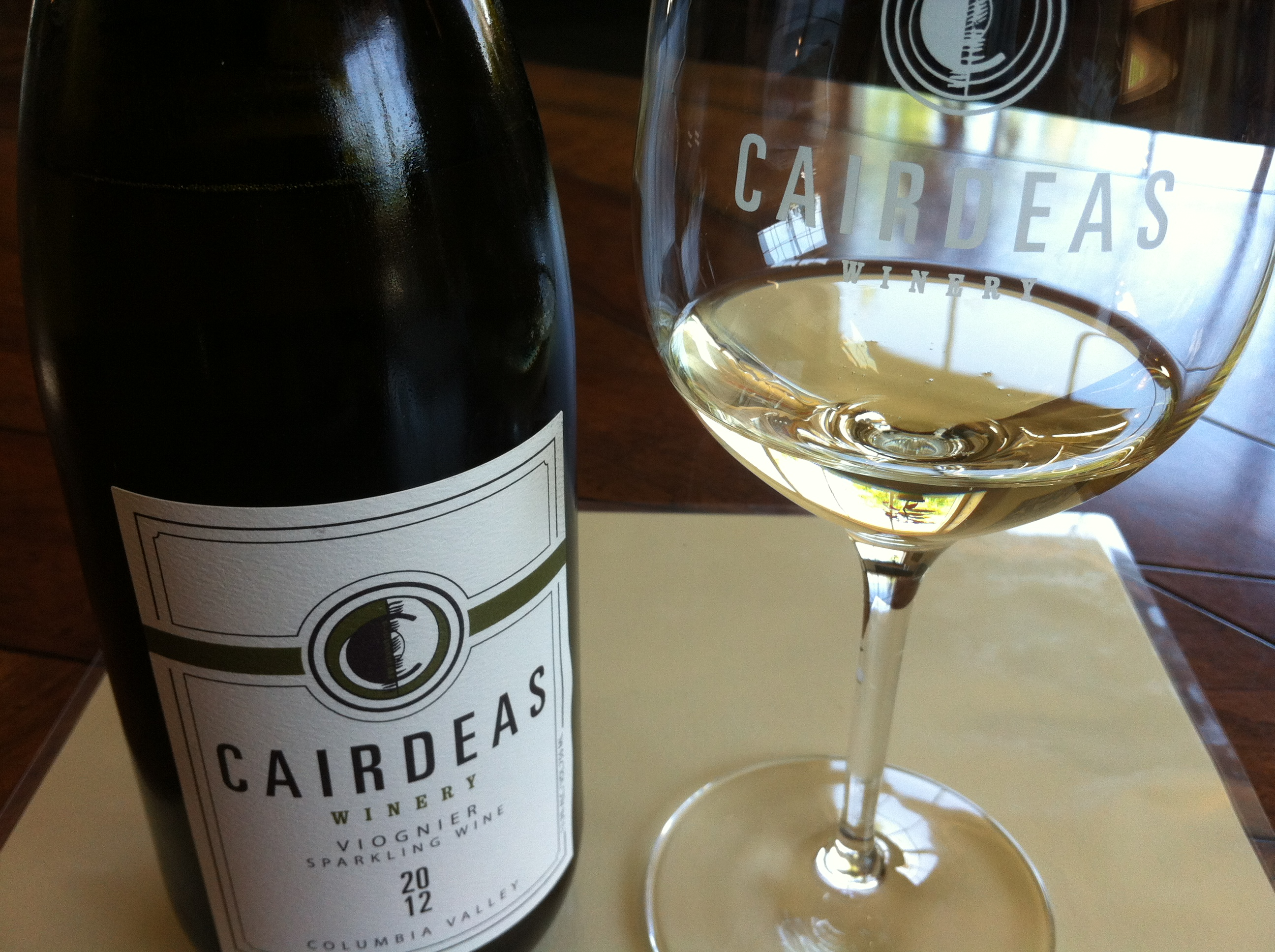
Un vino espumoso de viognier del estado de Washington.

En la década de 1980, las plantaciones de viognier en los Estados Unidos y Canadá han aumentado enormemente. En la Costa Central de California es el mayor productor con 2000 acres. Los vinos de viognier californianos tienen un grado alcohólico más alto en comparación con otros vinos de la variedad. Los Rhone Rangers de mediados de la década de 1980 ayudaron a aumentar el interés en la viognier en California. También ha crecido en Virginia y, en 2011, fue considerada principal la uva blanca de Virginia. Esta vid también se puede encontrar en Georgia, Carolina del Norte, Texas, el estado de Washington, Oregón, Idaho, Colorado, Nuevo México, Pensilvania, Nueva Jersey, el estado de Nueva York, Misuri y Arizona. También está el Valle de Guadalupe de la Baja California, México. También se encuentra en la Columbia Británica y en las regiones de Niágara y la costa norte del lago Erie, en Ontario, Canadá.

### Sudamérica
Argentina y Chile tienen cantidades significativas de viognier. Se han realizado pequeños cultivos en Brasil y Uruguay.

### Australia
En Australia, el lugar donde está más extendida es el valle Edén, en Australia Meridional, donde se hacen vinos varietales y donde también se mezcla con shiraz. Los suelos del valle Edén son de marga y arcilla. Otras áreas con plantaciones de viognier son Nangkita, valle Clare, Rutherglen, río Murray, McLaren Vale, Geelong, lagos Nagambie, Canberra, península de Mornington, valle Barossa, colinas Adelaida, bahía Geographe, Burnett del Sur, valle Yarra, los Pirineos australianos y Tenterfield.

## Vinos
Los vinos de viognier son bien conocidos por sus aromas florales y por los terpenos, que se encuentra también en los vinos de moscatel y riesling. También hay muchos aromas que dependen del terruño, las condiciones climáticas y la antigüedad de las vides. Aunque algunos de estos vinos, sobre todo aquellos de vides antiguas y de vendimia tardía, son aptos para la crianza la mayoría son realizados para ser consumidos jóvenes. Los vinos de viognier de más de tres años de edad tienden a perder muchos de sus aromas florales. La crianza de estos vinos a menudo un vino muy fresco pero con un aroma flojo. El color y el aroma del vino recuerda a los vinos dulces, pero los vinos de viognier son predominantemente secos, aunque se hacen algunos vinos de postre de vendimia tardía. Es una uva de baja acidez que a veces se usa para suavizar vinos elaborados sobre todo con la uva tinta syrah. Además de sus cualidades suavizantes también añade un agente de estabilización y de aumento del perfume del vino tinto. En la región del Ródano, las uvas normalmente no son afectadas por la botrytis, aunque algunas veces ha sucedido.
Las uvas son a menudo cosechadas por la mañana temprano para producir el vino más claro posible. Algunos productores permiten el contacto con las pieles. La suave piel de la viognier es alta con compuestos fenólicos (compuestos que dan un componente aceitoso al vino si el contacto con las pieles es muy extenso). Algunas veces el vino es puesto en fermentación maloláctica para dar más peso y disminuir la acidez. En los vinos de viognier del Nuevo Mundo los posos pueden ser removidos con el vino, en un proceso producido como batonnage, para aumentar los niveles ácidos del vino. Posteriormente, el poso es dejado en la botella de forma similar a como se producen los vinos espumosos.
En la creación del vino de postre de viognier, las uvas son cosechadas a finales de octubre o a principios de noviembre. Una técnica para cosechar habitual en Condrieu es la conocida como à l'assiette. En este método se coloca un plato bajo las vides y se agitan para que caigan en dicho plato las uvas más maduras. En este caso, la fermentación es detenida al poco tiempo mediante el uso de sulfuro, lo que permite al vino mantener un alto nivel de azúcar residual. El vino es posteriormente enfriado y sometido a un filtrado, para asegurar así que no se inicie de nuevo una fermentación en la botella.
Dependiendo del estilo de vinificación, los vinos de esta variedad suelen ofrecer sus mejores cualidades tras un año de edad, y algunos pueden mantener altos niveles de calidad más de diez años. En Condrieu normalmente los viogniers se hacen para beberse jóvenes, mientras que en California y Australia estos vinos suelen envejecerse un poco en la botella.

## Acompañamiento de comidas
Al ser un vino muy aromático y afrutado acompaña bien las comidas especiadas, como las de la cocina tailandesa.